# Odostomia clementensis
Odostomia clementensis är en snäckart som beskrevs av Bartsch 1927. Odostomia clementensis ingår i släktet Odostomia och familjen Pyramidellidae. Inga underarter finns listade i Catalogue of Life.